# Bigamie
Bigamie (Grieks: bi = twee, gamos = huwelijk) is het tegelijkertijd met twee partners gehuwd zijn. Het is een bijzondere vorm van polygamie.
Dit is in Nederland, België en veel andere landen bij wet verboden.

## Nederland
Degene die opzettelijk een dubbel huwelijk aangaat, kan in Nederland een gevangenisstraf krijgen tot vier jaar. Degene die een huwelijk aangaat, wetende dat de wederpartij daardoor een dubbel huwelijk aangaat, kan ook een gevangenisstraf krijgen tot vier jaar.
Als degene die het dubbele huwelijk aangaat de gehuwde staat heeft verzwegen aan de nieuwe partner, krijgt de bigamist een straf van ten hoogste zes jaar. Als de nieuwe partner te goeder trouw is, is deze niet strafbaar.

## België
In België varieert de straf van 5 tot 10 jaar. Het tweede huwelijk kan altijd nietig worden verklaard op vordering van een van beide partijen of door het Openbaar Ministerie in België.
| Wet(boek)    | Strafwetboek |
| Artikel      | 391 |
| Omschrijving | Hij die, door de banden van het huwelijk verbonden, een ander huwelijk aangaat vóór de ontbinding van het voorgaande, wordt gestraft met opsluiting van vijf jaar tot tien jaar. |